# Jonathan Jacob Meijer
Jonathan Jacob Meijer (nascido em 19 de maio de 1981) é um doador de esperma, nascido na Holanda . Em abril de 2023, um tribunal holandês estimou que Meijer foi pai de 500 a 600 crianças, e pode ter sido pai de até 1.000 crianças, no total, em vários continentes. 

## Biografia
Meijer nasceu em 1981 em uma família com outros sete irmãos. Ele fez o curso de estudos sociais para se tornar professor e trabalhou como professor até 2010. Seguiram-se empregos como carteiro e consultor de criptomoedas. Em 2023 ele listou músico como sua profissão.

## Doações ilegais de esperma
Meijer começou a doar esperma em 2007.
Em 2017, Meijer foi proibido de doar esperma a clínicas holandesas depois de a Sociedade Holandesa de Obstetrícia e Ginecologia ter descoberto que ele era pai de mais de 100 crianças concebidas através de inseminação artificial em onze clínicas diferentes.
Nos Países Baixos, por lei, um doador de esperma compromete-se com um único banco de esperma e este banco pode fornecer um máximo de 25 porções para inseminação artificial. 
A Dutch Donor Child Foundation descobriu que, além das 102 crianças concebidas in vitro em clínicas, pelo menos 80 outras crianças foram concebidas nos Países Baixos através de acordos privados.
Após a proibição de doar na Holanda, Meijer continuou a doar para clínicas internacionais, como a Cryos International bem como para Websites privadas. 

## Risco de incesto indesejado
Meijer também fez doações na Ucrânia e devido às suas inúmeras viagens, entre outras para o México, não é impossível que aqui também tenham sido feitas doações. Os descendentes de Meijer também vivem na Espanha, Alemanha, Itália, Bélgica, Austrália e Argentina
Diz-se que o esperma de Meijer está tão difundido que três de seus filhos em Almere moravam no mesmo bairro e até frequentavam juntos a mesma creche.

## Processos judiciais
Em 2023, a Donor Child Foundation abriu uma ação civil contra Meijer solicitando ação legal, temendo incesto indesejado entre as crianças e que o máximo  de 25 doações foi ultrapassado.
Em abril de 2023, um tribunal holandês ordenou que Meijer parasse de doar esperma e o sujeitou a uma multa de 100.000 euros por cada infração futura. Além disso, Meijer foi instruído pelo tribunal a solicitar a destruição do seu sémen armazenado em clínicas, a menos que fosse mantido como uma reserva para os pais de crianças concebidas pelo seu esperma. 
O tribunal concluiu que Meijer “informou intencionalmente mal” os destinatários da doação de esperma sobre o número de filhos que ele teve. O tribunal concluiu que isto cria uma “vasta rede de parentesco com centenas de meio-irmãos” e que é “razoavelmente plausível” que as crianças possam sofrer consequências psicossociais negativas como resultado. 

## Auto-avaliação
Durante o julgamento, Meijer foi confrontado com alegações do advogado do demandante de que as crianças tinham problemas emocionais, inclusive porque não conseguiam conhecer todos os seus meio-irmãos. Quando questionado pelo juiz como imaginava uma família com 550 filhos, Meijer respondeu que se tratava de um “novo conceito” e comentou: “Cabe a nós projetá-lo. A questão também é: é necessário ter um relacionamento com todas as outras crianças?” Essa observação não foi bem recebida pelos pais destinatários, cujo advogado explicou que eles se sentiam como se tivessem entrado em um “estranho experimento social”. Meijer se descreveu como um “doador conhecido” e acreditava que estava fortemente comprometido com os filhos que gerou. Seu advogado disse: “No Dia dos Pais ele recebe dezenas de pacotes contendo lindos artesanatos. Ele tem a ver com as crianças e seus pais todos os dias. 

## No Brasil
No dia 2 de julho de 2023, em entrevista exclusiva ao telejornal semanal  Fantástico, Meijer admitiu ter enganado mulheres que queriam engravidar. Ele também reconheceu que mentiu para as famílias